# Eredivisie w piłce siatkowej mężczyzn (2024/2025)
BetCity Eredivisie mężczyzn 2024/2025 (niderl. BetCity Eredivisie Mannen 2024/2025) – 78. sezon mistrzostw Holandii w piłce siatkowej zorganizowany przez Coöperatie Eredivisie Volleybal Nederland (CEVN) we współpracy z Holenderskim Związkiem Piłki Siatkowej (niderl. Nederlandse Volleybalbond, Nevobo). Rozpoczął się 21 września 2024 roku i trwał do 11 maja 2025 roku.
W Eredivisie uczestniczyło 8 drużyn. Przed początkiem sezonu z najwyższej klasy rozgrywkowej wycofał się klub VoCASA. Rozgrywki składały się z fazy zasadniczej, drugiej rundy oraz fazy play-off. W fazie zasadniczej zespoły rozegrały ze sobą po dwa mecze. Cztery najlepsze drużyny awansowały do BeNe Conference – nowo powstałych wspólnych rozgrywek ligowych dla klubów z Belgii i Holandii, natomiast pozostałe grały w grupie Challenge.
W BeNe Conference drużyny z przeciwnych państw rozegrały po dwa spotkania. W tabeli uwzględniono wyniki meczów fazy zasadniczej pomiędzy zespołami z tego samego kraju. Mistrzem BeNe Conference został Knack Roeselare. Najlepszy holenderski klub – Nova Tech Lycurgus – zajął czwarte miejsce.
W fazie play-off brały udział wszystkie holenderskie drużyny z BeNe Conference oraz dwa najlepsze zespoły grupy Challenge. Faza play-off obejmowała ćwierćfinały, półfinały oraz finały.
Po raz czwarty, jednocześnie drugi raz z rzędu, mistrzostwo Holandii zdobył zespół Orion Stars, który w finałach fazy play-off pokonał drużynę  Nova Tech Lycurgus.
Sponsorem tytularnym Eredivisie było przedsiębiorstwo bukmacherskie BetCity.

## System rozgrywek
Eredivisie w sezonie 2024/2025 składała się z fazy zasadniczej, drugiej rundy oraz fazy play-off.

### Faza zasadnicza
W fazie zasadniczej drużyny rozegrały ze sobą po dwa mecze systemem kołowym (mecz u siebie i rewanż na wyjeździe). Cztery najlepsze zespoły awansowały do BeNe Conference – wspólnego etapu rozgrywek dla klubów z Holandii i Belgii. Pozostałe drużyny trafiły do grupy Challenge.

### Druga runda
W drugiej rundzie zespoły rywalizowały w dwóch grupach: BeNe Conference i grupie Challenge.
BeNe Conference

W BeNe Conference uczestniczyły po cztery najlepsze zespoły fazy zasadniczej Eredivisie i belgijskiej Lotto Volley League. W ramach BeNe Conference drużyny z przeciwnych państw rozegrały po dwa spotkania systemem kołowym (mecz u siebie i rewanż na wyjeździe). Do tabeli wliczono wyniki meczów fazy zasadniczej pomiędzy zespołami z tego samego kraju.
Dwie najlepsze holenderskie drużyny awansowały bezpośrednio do półfinałów fazy play-off Eredivisie, a pozostałe rywalizowały w ćwierćfinałach fazy play-off.
Grupa Challenge

W grupie Challenge rywalizowały zespoły, które w fazie zasadniczej zajęły miejsca 5-8. Drużyny drugą fazę rozpoczęły z liczbą punktów uzależnioną od zajętego miejsca w fazie zasadniczej:
- 5. miejsce – 3 punkty,
- 6. miejsce – 2 punkty,
- 7. miejsce – 1 punkt,
- 8. miejsce – 0 punktów.

Zespoły rozegrały ze sobą po dwa mecze systemem kołowym (mecz u siebie i rewanż na wyjeździe). Dwa najlepsze awansowały do ćwierćfinałów fazy play-off, pozostałe zakończyły udział w rozgrywkach.
Po zakończeniu rozgrywek żadna drużyna nie została zdegradowana z Eredivisie.

### Faza play-off
Faza play-off składała się z ćwierćfinałów, półfinałów oraz finałów.
Ćwierćfinałowe pary utworzone zostały według klucza:
- para 1: trzecia holenderska drużyna w BeNe Conference – drugi zespół w grupie Challenge,
- para 2: czwarta holenderska drużyna w BeNe Conference – najlepszy zespół w grupie Challenge.

Rywalizacja w parach toczyła się do dwóch zwycięstw ze zmianą gospodarza po każdym meczu. Gospodarzem pierwszego spotkania w parze był zespół z BeNe Conference. Zwycięzcy w parach awansowali do półfinałów, natomiast przegrani zakończyli udział w rozgrywkach.
Półfinałowe pary powstały według klucza:
- para 1: najlepsza holenderska drużyna w BeNe Conference – zwycięzca w ćwierćfinałowej parze 2,
- para 2: druga holenderska drużyna w BeNe Conference – zwycięzca w ćwierćfinałowej parze 1.

Rywalizacja w parach toczyła się do dwóch zwycięstw ze zmianą gospodarza po każdym meczu. Gospodarzem pierwszego spotkania w parze był zespół wyżej rozstawiony. Zwycięzcy w parach awansowali do finałów, natomiast przegrani zakończyli udział w rozgrywkach.
W finałach fazy play-off rywalizacja toczyła się do trzech zwycięstw ze zmianą gospodarza po każdym meczu. Gospodarzem pierwszego spotkania w parze był zespół wyżej rozstawiony. Zwycięzca finałów został mistrzem Holandii.

### Klasyfikacja końcowa
Klasyfikację końcową, mającą na celu ustalenie prawa do udziału w europejskich pucharach, ustalono w następujący sposób:
- 1. miejsce – zwycięzca finałów fazy play-off,
- 2. miejsce – przegrany finałów fazy play-off,
- 3. miejsce – przegrany półfinałów fazy play-off wyżej sklasyfikowany w BeNe Conference lub grupie Challenge,
- 4. miejsce – przegrany półfinałów fazy play-off niżej sklasyfikowany w BeNe Conference lub grupie Challenge.

Pozostałe miejsca określono na podstawie wyników w BeNe Conference i grupie Challenge.

### Kryteria ustalenia pozycji w tabeli
W fazie zasadniczej oraz w grupie Challenge drugiej rundy o kolejności w tabeli decydowały następujące kryteria:
1. liczba punktów (3:0 i 3:1 – 3 punkty dla zwycięzcy, 0 punktów dla przegranego; 3:2 – 2 punkty dla zwycięzcy, 1 punkt dla przegranego),
2. stosunek setów wygranych do przegranych,
3. stosunek małych punktów zdobytych do straconych,
4. bilans w meczach bezpośrednich pomiędzy zainteresowanymi drużynami w kolejności:
a) liczba punktów,
b) stosunek setów,
c) stosunek małych punktów,
d) stosunek zdobytych do straconych małych punktów w wygranym meczu,
5. dodatkowy mecz.

W BeNe Conference o kolejności w tabeli decydowały kryteria obowiązujące w Lotto Volley League, tj.:
1. liczba punktów (3:0 i 3:1 – 3 punkty dla zwycięzcy, 0 punktów dla przegranego; 3:2 – 2 punkty dla zwycięzcy, 1 punkt dla przegranego),
2. liczba zwycięstw,
3. stosunek setów wygranych do przegranych (do dwóch miejsc po przecinku),
4. bilans w meczach bezpośrednich pomiędzy zainteresowanymi drużynami zgodnie z punktami 1-3,
5. dodatkowy mecz – jeśli rozstrzygnięcie ma znaczenie dla tytułu, awansu lub spadku, przydziału miejsca w fazie play-off lub udziału w europejskich pucharach.

## Drużyny uczestniczące
W porównaniu z poprzednim sezonem Eredivisie w sezonie 2024/2025 liczba zespołów została zmniejszona z 10 do 8. Z Eredivisie wycofał się klub VoCASA i zgłosił się do nowo powstałej Superdivisie stanowiącej drugi poziom rozgrywkowy. W rozgrywkach nie uczestniczył także młodzieżowy zespół Talentteam Papendal Arnhem.
W drugiej rundzie w ramach BeNe Conference uczestniczyły także cztery najlepsze drużyny fazy zasadniczej belgijskiej Lotto Volley League, tj.: Knack Roeselare, Lindemans Aalst, Volley Haasrode Leuven oraz Tectum Achel.
| BetCity Eredivisie 2024/2025                                                          | BetCity Eredivisie 2024/2025 |                                |
| ------------------------------------------------------------------------------------- | ---------------------------- | ------------------------------ |
| Orion Stars (Doetinchem)                                                              | 1                            | el. Ligi Mistrzów • Puchar CEV |
| Draisma Dynamo (Apeldoorn)                                                            | 2                            | Puchar CEV                     |
| Nova Tech Lycurgus (Groningen)                                                        | 3                            | Puchar Challenge               |
| Numidia VC Limax (Linne/Maasbracht)                                                   | 4                            | Puchar Challenge               |
| Sliedrecht Sport                                                                      | 5                            |                                |
| Simplex SSS (Barneveld)                                                               | 6                            |                                |
| Prima Donna Kaas Huizen                                                               | 8                            |                                |
| Scherp in Packaging ZVH (Zevenhuizen)                                                 | 9                            |                                |
| Oznaczenia: - kolumna druga – miejsce zajęte przez daną drużynę w poprzednim sezonie. |                              |                                |

### Zmiany nazw drużyn
| Przed początkiem sezonu         | Przed początkiem sezonu         | Przed początkiem sezonu |
| ------------------------------- | ------------------------------- | ----------------------- |
| Nazwa klubu w sezonie 2023/2024 | Nazwa klubu w sezonie 2024/2025 | *                       |
| Active Living Orion             | Orion Stars                     | [ 12 ]                  |

## Hale sportowe
| Drużyna                 | Hala sportowa              | Miejscowość      | *     |
| ----------------------- | -------------------------- | ---------------- | ----- |
| Draisma Dynamo          | Omnisport                  | Apeldoorn        |       |
| Nova Tech Lycurgus      | MartiniPlaza               | Groningen        |       |
| Numidia VC Limax        | Sporthal Jo Gerris         | Roermond         | [ a ] |
| Numidia VC Limax        | Sporthal De Roerparel      | Sint Odiliënberg | [ a ] |
| Orion Stars             | SaZa Topsporthal           | Doetinchem       |       |
| Prima Donna Kaas Huizen | Sporthal Wolfskamer        | Huizen           |       |
| Scherp in Packaging ZVH | Dorpshuis Swanla           | Zevenhuizen      |       |
| Simplex SSS             | Sportcentrum De Meerwaarde | Barneveld        |       |
| Sliedrecht Sport        | Sporthal De Basis          | Sliedrecht       |       |
| BeNe Conference         |                            |                  |       |
| Knack Roeselare         | REO Arena                  | Roeselare        | [ b ] |
| Lindemans Aalst         | Sportcentrum Schotte       | Aalst            |       |
| Tectum Achel            | Sporthal De Koekoek        | Hamont-Achel     |       |
| Volley Haasrode Leuven  | Sportoase                  | Leuven           |       |
| Źródło:                 |                            |                  |       |

| Orion StarsDraisma DynamoNova Tech LycurgusNumidia VC LimaxPrima Donna Kaas HuizenScherp in Packaging ZVHSimplex SSSSliedrecht Sport Lokalizacja głównych obiektów sportowych | Knack · RoeselareVolley Haasrode LeuvenLindemans · AalstTectum Achel Lokalizacja głównych obiektów sportowych belgijskich drużyn uczestniczących w BeNe Conference |

## Trenerzy
| Drużyna                 | Trener                | Asystent trenera                             | *             |
| ----------------------- | --------------------- | -------------------------------------------- | ------------- |
| Draisma Dynamo          | Redbad Strikwerda     | Ivo Martinovic                               | [ 21 ] [ 22 ] |
| Nova Tech Lycurgus      | Mark Lebedew          | Sam Gortzak                                  | [ 23 ] [ 24 ] |
| Numidia VC Limax        | Rob Bontje (p.o.)     | Bertin Terpstra                              | [ 25 ] [ 26 ] |
| Orion Stars             | Dirk Sparidans        | Joost Joosten Pim Kamps Yannick van Harskamp | [ 27 ] [ 28 ] |
| Prima Donna Kaas Huizen | Arno van Solkema      | Jesse Zegeling                               | [ 29 ] [ 30 ] |
| Scherp in Packaging ZVH | Rodin Merx            | Kristian van der Wel                         | [ 31 ]        |
| Simplex SSS             | Paul van der Ven      | Marnix Elbers Gert Hoogendoorn               | [ 32 ] [ 33 ] |
| Sliedrecht Sport        | Martijn van Goeverden | Frank Vlot Mark Roper Egbert Op 't Hof       | [ 34 ] [ 35 ] |
| BeNe Conference         |                       |                                              |               |
| Knack Roeselare         | Steven Vanmedegael    | Marcin Nowakowski                            | [ 36 ]        |
| Lindemans Aalst         | Frank Depestele       | Joost Van Kerckhove                          | [ 37 ]        |
| Tectum Achel            | Jan Vanvenckenray     | Joost Weltens Allan Van De Loo               | [ 38 ]        |
| Volley Haasrode Leuven  | Hendrik Tuerlinckx    | Koen Aerts                                   | [ 39 ]        |

### Zmiany trenerów
| Klub                    | Były trener          | Data odejścia           | Nowy trener       | Data przyjścia          | *             |
| ----------------------- | -------------------- | ----------------------- | ----------------- | ----------------------- | ------------- |
| Przed sezonem           |                      |                         |                   |                         |               |
| Nova Tech Lycurgus      | Arjan Taaij          | koniec sezonu 2023/2024 | Mark Lebedew      | przed sezonem 2024/2025 | [ 40 ] [ 41 ] |
| Numidia VC Limax        | Guido Görtzen        | koniec sezonu 2023/2024 | Tomás Galimberti  | przed sezonem 2024/2025 | [ 42 ] [ 43 ] |
| Prima Donna Kaas Huizen | Teun Buijs           | koniec sezonu 2023/2024 | Arno van Solkema  | przed sezonem 2024/2025 | [ 44 ] [ 45 ] |
| Scherp in Packaging ZVH | Kristian van der Wel | koniec sezonu 2023/2024 | Rodin Merx        | przed sezonem 2024/2025 | [ 46 ] [ c ]  |
| W trakcie sezonu        |                      |                         |                   |                         |               |
| Numidia VC Limax        | Tomás Galimberti     | 14.01.2025              | Rob Bontje (p.o.) | 14.01.2025              | [ 47 ] [ d ]  |

## Faza zasadnicza

### Tabela wyników
| Gospodarz \ Gość1       | ORI | DYN | LYC | LIM | SLI | SSS | HUI | ZVH |
| ----------------------- | --- | --- | --- | --- | --- | --- | --- | --- |
| Orion Stars             | -   | 1:3 | 3:0 | 3:1 | 3:0 | 3:0 | 3:0 | 3:0 |
| Draisma Dynamo          | 3:2 | -   | 1:3 | 3:1 | 3:0 | 3:2 | 2:3 | 3:1 |
| Nova Tech Lycurgus      | 3:1 | 3:0 | -   | 3:1 | 3:2 | 3:0 | 3:0 | 3:0 |
| Numidia VC Limax        | 3:1 | 3:0 | 1:3 | -   | 2:3 | 2:3 | 3:2 | 3:0 |
| Sliedrecht Sport        | 1:3 | 0:3 | 0:3 | 1:3 | -   | 2:3 | 3:0 | 3:0 |
| Simplex SSS             | 0:3 | 2:3 | 0:3 | 3:1 | 3:1 | -   | 3:2 | 3:1 |
| Prima Donna Kaas Huizen | 1:3 | 3:1 | 2:3 | 3:0 | 2:3 | 3:0 | -   | 3:0 |
| Scherp in Packaging ZVH | 0:3 | 1:3 | 0:3 | 1:3 | 3:2 | 0:3 | 1:3 | -   |

Źródło: 
1 Drużyna gospodarzy jest wymieniona po lewej stronie tabeli.
Kolory:
  zwycięstwo gospodarzy 3:0 lub 3:1
  zwycięstwo gospodarzy 3:2
  zwycięstwo gości 3:0 lub 3:1
  zwycięstwo gości 3:2

### Terminarz i wyniki spotkań
| WYNIKI SPOTKAŃ | WYNIKI SPOTKAŃ | WYNIKI SPOTKAŃ          | WYNIKI SPOTKAŃ                          | WYNIKI SPOTKAŃ          | WYNIKI SPOTKAŃ             | WYNIKI SPOTKAŃ |
| Data | Godz.          | Gospodarz               | Rezultat                                | Gość                    | Hala sportowa              | *              |
| --- | -------------- | ----------------------- | --------------------------------------- | ----------------------- | -------------------------- | -------------- |
| 1. KOLEJKA |                |                         |                                         |                         |                            |                |
| 21.09.2024 | 19:30          | Simplex SSS             | 3:1 (25:22, 21:25, 25:16, 25:21)        | Numidia VC Limax        | Sportcentrum De Meerwaarde | [ 48 ]         |
| 21.09.2024 | 20:00          | Sliedrecht Sport        | 0:3 (19:25, 15:25, 10:25)               | Draisma Dynamo          | Sporthal De Basis          | [ 49 ]         |
| 22.09.2024 | 15:00          | Nova Tech Lycurgus      | 3:0 (25:23, 25:18, 25:16)               | Scherp in Packaging ZVH | MartiniPlaza               | [ 50 ]         |
| 22.09.2024 | 16:30          | Orion Stars             | 3:0 (25:19, 25:15, 25:16)               | Prima Donna Kaas Huizen | SaZa Topsporthal           | [ 51 ]         |
| 2. KOLEJKA |                |                         |                                         |                         |                            |                |
| 28.09.2024 | 20:00          | Scherp in Packaging ZVH | 0:3 (21:25, 18:25, 29:31)               | Simplex SSS             | Dorpshuis Swanla           | [ 52 ]         |
| 28.09.2024 | 20:00          | Draisma Dynamo          | 1:3 (25:19, 17:25, 25:27, 21:25)        | Nova Tech Lycurgus      | Omnisport                  | [ 53 ]         |
| 28.09.2024 | 20:00          | Sliedrecht Sport        | 1:3 (17:25, 27:25, 24:26, 16:25)        | Orion Stars             | Sporthal De Basis          | [ 54 ]         |
| 29.09.2024 | 16:30          | Numidia VC Limax        | 3:2 (24:26, 16:25, 25:18, 25:18, 15:8)  | Prima Donna Kaas Huizen | Sporthal De Roerparel      | [ 55 ]         |
| 3. KOLEJKA |                |                         |                                         |                         |                            |                |
| 5.10.2024 | 19:30          | Simplex SSS             | 2:3 (25:21, 25:20, 24:26, 22:25, 12:15) | Draisma Dynamo          | Sportcentrum De Meerwaarde | [ 56 ]         |
| 5.10.2024 | 20:00          | Prima Donna Kaas Huizen | 3:0 (25:21, 25:18, 25:23)               | Scherp in Packaging ZVH | Sporthal Wolfskamer        | [ 57 ]         |
| 8.12.2024 | 19:00          | Numidia VC Limax        | 3:1 (25:17, 25:17, 23:25, 25:21)        | Orion Stars             | Sporthal Jo Gerris         | [ 58 ]         |
| 22.01.2025 | 19:30          | Nova Tech Lycurgus      | 3:2 (21:25, 25:16, 25:23, 21:25, 15:9)  | Sliedrecht Sport        | MartiniPlaza               | [ 59 ]         |
| 4. KOLEJKA |                |                         |                                         |                         |                            |                |
| 12.10.2024 | 20:00          | Scherp in Packaging ZVH | 1:3 (21:25, 25:20, 17:25, 27:29)        | Numidia VC Limax        | Dorpshuis Swanla           | [ 60 ]         |
| 12.10.2024 | 20:00          | Draisma Dynamo          | 2:3 (25:22, 25:18, 22:25, 23:25, 14:16) | Prima Donna Kaas Huizen | Omnisport                  | [ 61 ]         |
| 12.10.2024 | 20:00          | Sliedrecht Sport        | 2:3 (25:23, 21:25, 31:29, 23:25, 12:15) | Simplex SSS             | Sporthal De Basis          | [ 62 ]         |
| 13.10.2024 | 16:30          | Orion Stars             | 3:0 (25:19, 25:22, 25:21)               | Nova Tech Lycurgus      | SaZa Topsporthal           | [ 63 ]         |
| 5. KOLEJKA |                |                         |                                         |                         |                            |                |
| 19.10.2024 | 19:30          | Simplex SSS             | 0:3 (17:25, 9:25, 19:25)                | Nova Tech Lycurgus      | Sportcentrum De Meerwaarde | [ 64 ]         |
| 19.10.2024 | 20:00          | Prima Donna Kaas Huizen | 2:3 (28:26, 25:20, 19:25, 25:27, 11:15) | Sliedrecht Sport        | Sporthal Wolfskamer        | [ 65 ]         |
| 20.10.2024 | 16:30          | Numidia VC Limax        | 3:0 (25:13, 25:20, 25:16)               | Draisma Dynamo          | Sporthal De Roerparel      | [ 66 ]         |
| 14.12.2024 | 20:00          | Scherp in Packaging ZVH | 0:3 (22:25, 14:25, 21:25)               | Orion Stars             | Dorpshuis Swanla           | [ 67 ]         |
| 6. KOLEJKA |                |                         |                                         |                         |                            |                |
| 29.10.2024 | 19:30          | Nova Tech Lycurgus      | 3:0 (25:14, 25:10, 25:16)               | Prima Donna Kaas Huizen | MartiniPlaza               | [ 68 ]         |
| 1.11.2024 | 20:00          | Orion Stars             | 3:0 (25:17, 25:15, 26:24)               | Simplex SSS             | SaZa Topsporthal           | [ 69 ]         |
| 2.11.2024 | 20:00          | Draisma Dynamo          | 3:1 (25:20, 24:26, 25:14, 25:11)        | Scherp in Packaging ZVH | Omnisport                  | [ 70 ]         |
| 2.11.2024 | 20:30          | Sliedrecht Sport        | 1:3 (19:25, 25:21, 20:25, 27:29)        | Numidia VC Limax        | Sporthal De Basis          | [ 71 ]         |
| 7. KOLEJKA |                |                         |                                         |                         |                            |                |
| 8.11.2024 | 20:00          | Prima Donna Kaas Huizen | 3:0 (25:19, 25:21, 25:18)               | Simplex SSS             | Sporthal Wolfskamer        | [ 72 ]         |
| 8.11.2024 | 20:00          | Scherp in Packaging ZVH | 3:2 (23:25, 25:20, 25:23, 14:25, 15:12) | Sliedrecht Sport        | Dorpshuis Swanla           | [ 73 ]         |
| 8.11.2024 | 20:30          | Draisma Dynamo          | 3:2 (20:25, 23:25, 25:23, 25:20, 15:10) | Orion Stars             | Omnisport                  | [ 74 ]         |
| 8.11.2024 | 20:30          | Numidia VC Limax        | 1:3 (22:25, 23:25, 25:22, 16:25)        | Nova Tech Lycurgus      | Sporthal Jo Gerris         | [ 75 ]         |
| 8. KOLEJKA |                |                         |                                         |                         |                            |                |
| 16.11.2024 | 19:30          | Simplex SSS             | 3:1 (26:28, 25:11, 25:23, 25:20)        | Scherp in Packaging ZVH | Sportcentrum De Meerwaarde | [ 76 ]         |
| 16.11.2024 | 20:00          | Prima Donna Kaas Huizen | 3:0 (26:24, 33:31, 25:21)               | Numidia VC Limax        | Sporthal Wolfskamer        | [ 77 ]         |
| 17.11.2024 | 16:30          | Orion Stars             | 3:0 (25:18, 25:16, 25:15)               | Sliedrecht Sport        | SaZa Topsporthal           | [ 78 ]         |
| 26.11.2024 | 19:30          | Nova Tech Lycurgus      | 3:0 (25:20, 25:17, 25:19)               | Draisma Dynamo          | MartiniPlaza               | [ 79 ]         |
| 9. KOLEJKA |                |                         |                                         |                         |                            |                |
| 23.11.2024 | 20:00          | Draisma Dynamo          | 3:2 (22:25, 25:14, 19:25, 25:17, 15:8)  | Simplex SSS             | Omnisport                  | [ 80 ]         |
| 23.11.2024 | 20:30          | Sliedrecht Sport        | 0:3 (19:25, 22:25, 27:29)               | Nova Tech Lycurgus      | Sporthal De Basis          | [ 81 ]         |
| 24.11.2024 | 15:00          | Scherp in Packaging ZVH | 1:3 (25:22, 24:26, 23:25, 23:25)        | Prima Donna Kaas Huizen | Dorpshuis Swanla           | [ 82 ]         |
| 24.11.2024 | 16:30          | Orion Stars             | 3:1 (24:26, 25:18, 27:25, 25:15)        | Numidia VC Limax        | SaZa Topsporthal           | [ 83 ]         |
| 10. KOLEJKA |                |                         |                                         |                         |                            |                |
| 29.11.2024 | 20:00          | Prima Donna Kaas Huizen | 3:1 (25:18, 25:17, 19:25, 25:22)        | Draisma Dynamo          | Sporthal Wolfskamer        | [ 84 ]         |
| 30.11.2024 | 19:30          | Simplex SSS             | 3:1 (27:25, 25:22, 20:25, 25:22)        | Sliedrecht Sport        | Sportcentrum De Meerwaarde | [ 85 ]         |
| 1.12.2024 | 15:00          | Nova Tech Lycurgus      | 3:1 (25:23, 18:25, 25:20, 25:20)        | Orion Stars             | MartiniPlaza               | [ 86 ]         |
| 1.12.2024 | 16:30          | Numidia VC Limax        | 3:0 (25:22, 25:14, 25:23)               | Scherp in Packaging ZVH | Sporthal Jo Gerris         | [ 87 ]         |
| 11. KOLEJKA |                |                         |                                         |                         |                            |                |
| 13.12.2024 | 20:00          | Orion Stars             | 3:0 (25:18, 25:16, 25:15)               | Scherp in Packaging ZVH | SaZa Topsporthal           | [ 88 ]         |
| 14.12.2024 | 20:00          | Sliedrecht Sport        | 3:0 (25:21, 25:23, 25:20)               | Prima Donna Kaas Huizen | Sporthal De Basis          | [ 89 ]         |
| 14.12.2024 | 20:00          | Draisma Dynamo          | 3:1 (25:23, 25:20, 21:25, 25:23)        | Numidia VC Limax        | Omnisport                  | [ 90 ]         |
| 15.12.2024 | 14:00          | Nova Tech Lycurgus      | 3:0 (25:22, 25:20, 25:10)               | Simplex SSS             | MartiniPlaza               | [ 91 ]         |
| 12. KOLEJKA |                |                         |                                         |                         |                            |                |
| 11.01.2025 | 19:30          | Simplex SSS             | 0:3 (23:25, 19:25, 18:25)               | Orion Stars             | Sportcentrum De Meerwaarde | [ 92 ]         |
| 11.01.2025 | 20:00          | Prima Donna Kaas Huizen | 2:3 (25:23, 25:22, 19:25, 19:25, 10:15) | Nova Tech Lycurgus      | Sporthal Wolfskamer        | [ 93 ]         |
| 11.01.2025 | 20:00          | Scherp in Packaging ZVH | 1:3 (25:22, 21:25, 19:25, 22:25)        | Draisma Dynamo          | Dorpshuis Swanla           | [ 94 ]         |
| 12.01.2025 | 16:30          | Numidia VC Limax        | 2:3 (26:24, 25:27, 19:25, 25:19, 13:15) | Sliedrecht Sport        | Sporthal Jo Gerris         | [ 95 ]         |
| 13. KOLEJKA |                |                         |                                         |                         |                            |                |
| 18.01.2025 | 19:30          | Simplex SSS             | 3:2 (25:16, 19:25, 25:23, 14:25, 15:12) | Prima Donna Kaas Huizen | Sportcentrum De Meerwaarde | [ 96 ]         |
| 18.01.2025 | 20:00          | Sliedrecht Sport        | 3:0 (25:17, 25:16, 25:22)               | Scherp in Packaging ZVH | Sporthal De Basis          | [ 97 ]         |
| 19.01.2025 | 15:00          | Nova Tech Lycurgus      | 3:1 (25:20, 20:25, 25:22, 29:27)        | Numidia VC Limax        | MartiniPlaza               | [ 98 ]         |
| 19.01.2025 | 16:30          | Orion Stars             | 1:3 (19:25, 19:25, 25:18, 27:29)        | Draisma Dynamo          | SaZa Topsporthal           | [ 99 ]         |
| 14. KOLEJKA |                |                         |                                         |                         |                            |                |
| 25.01.2025 | 20:00          | Prima Donna Kaas Huizen | 1:3 (19:25, 21:25, 25:18, 21:25)        | Orion Stars             | Sporthal Wolfskamer        | [ 100 ]        |
| 25.01.2025 | 20:00          | Draisma Dynamo          | 3:0 (25:21, 25:23, 25:21)               | Sliedrecht Sport        | Omnisport                  | [ 101 ]        |
| 25.01.2025 | 20:00          | Scherp in Packaging ZVH | 0:3 (19:25, 20:25, 17:25)               | Nova Tech Lycurgus      | Dorpshuis Swanla           | [ 102 ]        |
| 26.01.2025 | 16:30          | Numidia VC Limax        | 2:3 (25:17, 25:27, 25:20, 17:25, 13:15) | Simplex SSS             | Sporthal Jo Gerris         | [ 103 ]        |
| Godziny do 27 października 2024 roku podane są według strefy czasowej UTC+2, a od 27 października 2024 roku według strefy czasowej UTC+1. Źródło: |                |                         |                                         |                         |                            |                |

### Tabela
| Lp.                                                                | Drużyna                 | Pkt | Mecze | Mecze | Mecze | Rodzaj wyniku | Rodzaj wyniku | Rodzaj wyniku | Rodzaj wyniku | Rodzaj wyniku | Rodzaj wyniku | Sety | Sety | Sety  | Małe punkty | Małe punkty | Małe punkty |
| Lp.                                                                | Drużyna                 | Pkt | M     | W     | P     | 3:0           | 3:1           | 3:2           | 2:3           | 1:3           | 0:3           | wyg. | prz. | stos. | zdob.       | str.        | stos.       |
| ------------------------------------------------------------------ | ----------------------- | --- | ----- | ----- | ----- | ------------- | ------------- | ------------- | ------------- | ------------- | ------------- | ---- | ---- | ----- | ----------- | ----------- | ----------- |
| 1                                                                  | Nova Tech Lycurgus      | 37  | 14    | 13    | 1     | 7             | 4             | 2             | 0             | 0             | 1             | 39   | 11   | 3.55  | 1193        | 1001        | 1.19        |
| 2                                                                  | Orion Stars             | 31  | 14    | 10    | 4     | 7             | 3             | 0             | 1             | 3             | 0             | 35   | 15   | 2.33  | 1182        | 1033        | 1.14        |
| 3                                                                  | Draisma Dynamo          | 25  | 14    | 9     | 5     | 2             | 4             | 3             | 1             | 2             | 2             | 31   | 25   | 1.24  | 1244        | 1194        | 1.04        |
| 4                                                                  | Prima Donna Kaas Huizen | 21  | 14    | 6     | 8     | 3             | 2             | 1             | 4             | 1             | 3             | 27   | 28   | 0.96  | 1174        | 1226        | 0.96        |
| 5                                                                  | Simplex SSS             | 20  | 14    | 7     | 7     | 1             | 3             | 3             | 2             | 0             | 5             | 25   | 30   | 0.83  | 1162        | 1235        | 0.94        |
| 6                                                                  | Numidia VC Limax        | 19  | 14    | 6     | 8     | 2             | 3             | 1             | 2             | 5             | 1             | 27   | 29   | 0.93  | 1280        | 1251        | 1.02        |
| 7                                                                  | Sliedrecht Sport        | 13  | 14    | 4     | 10    | 2             | 0             | 2             | 3             | 3             | 4             | 21   | 34   | 0.62  | 1183        | 1263        | 0.94        |
| 8                                                                  | Scherp in Packaging ZVH | 2   | 14    | 1     | 13    | 0             | 0             | 1             | 0             | 5             | 8             | 8    | 41   | 0.2   | 990         | 1205        | 0.82        |
| Legenda: druga faza – BeNe Conference druga faza – grupa Challenge |                         |     |       |       |       |               |               |               |               |               |               |      |      |       |             |             |             |

Źródło: 
Punktacja: 3:0 i 3:1 – 3 pkt; 3:2 – 2 pkt; 2:3 – 1 pkt; 1:3 i 0:3 – 0 pkt
Zasady ustalania kolejności: zob. sekcję powyżej

## Druga runda

### BeNe Conference

#### Tabela wyników
| Gospodarz \ Gość1       | LYC | ORI | DYN | HUI | ROE | AAL | LEU | ACH |
| ----------------------- | --- | --- | --- | --- | --- | --- | --- | --- |
| Nova Tech Lycurgus      | -   | 3:1 | 3:0 | 3:0 | 2:3 | 2:3 | 1:3 | 3:2 |
| Orion Stars             | 3:0 | -   | 1:3 | 3:0 | 1:3 | 2:3 | 3:1 | 3:0 |
| Draisma Dynamo          | 1:3 | 3:2 | -   | 2:3 | 0:3 | 3:1 | 1:3 | 3:1 |
| Prima Donna Kaas Huizen | 2:3 | 1:3 | 3:1 | -   | 0:3 | 0:3 | 0:3 | 0:3 |
| Knack Roeselare         | 3:1 | 3:0 | 3:0 | 3:0 | -   | 3:0 | 3:1 | 3:2 |
| Lindemans Aalst         | 0:3 | 3:1 | 3:1 | 3:1 | 3:2 | -   | 3:1 | 3:2 |
| Volley Haasrode Leuven  | 3:0 | 3:0 | 3:0 | 3:0 | 2:3 | 3:0 | -   | 2:3 |
| Tectum Achel            | 0:3 | 1:3 | 0:3 | 3:0 | 0:3 | 0:3 | 0:3 | -   |

Źródło: 
1 Drużyna gospodarzy jest wymieniona po lewej stronie tabeli.
Uwagi: Tabela zawiera wyniki meczów rozegranych w fazie zasadniczej Lotto Volley League oraz Eredivisie.
Kolory:
  zwycięstwo gospodarzy 3:0 lub 3:1
  zwycięstwo gospodarzy 3:2
  zwycięstwo gości 3:0 lub 3:1
  zwycięstwo gości 3:2

#### Terminarz i wyniki spotkań
| 1. KOLEJKA |       |                         |                                         |                         |                      |         |
| 15.02.2025 | 20:00 | Draisma Dynamo          | 0:3 (19:25, 19:25, 17:25)               | Knack Roeselare         | Omnisport            | [ 106 ] |
| 15.02.2025 | 20:00 | Prima Donna Kaas Huizen | 0:3 (16:25, 17:25, 13:25)               | Tectum Achel            | Sporthal Wolfskamer  | [ 107 ] |
| 15.02.2025 | 20:30 | Volley Haasrode Leuven  | 3:0 (25:16, 26:24, 25:20)               | Orion Stars             | Sportoase            | [ 108 ] |
| 15.02.2025 | 21:15 | Lindemans Aalst         | 0:3 (13:25, 17:25, 23:25)               | Nova Tech Lycurgus      | Sportcentrum Schotte | [ 109 ] |
| 2. KOLEJKA |       |                         |                                         |                         |                      |         |
| 22.02.2025 | 19:30 | Nova Tech Lycurgus      | 1:3 (21:25, 25:22, 23:25, 23:25)        | Volley Haasrode Leuven  | MartiniPlaza         | [ 110 ] |
| 22.02.2025 | 20:00 | Draisma Dynamo          | 3:1 (20:25, 25:21, 27:25, 26:24)        | Lindemans Aalst         | Omnisport            | [ 111 ] |
| 22.02.2025 | 20:30 | Knack Roeselare         | 3:0 (25:9, 25:11, 25:21)                | Prima Donna Kaas Huizen | Tomabelhal           | [ 112 ] |
| 22.02.2025 | 21:15 | Tectum Achel            | 1:3 (16:25, 25:17, 22:25, 17:25)        | Orion Stars             | Sporthal De Koekoek  | [ 113 ] |
| 3. KOLEJKA |       |                         |                                         |                         |                      |         |
| 8.03.2025 | 20:00 | Prima Donna Kaas Huizen | 0:3 (18:25, 23:25, 16:25)               | Volley Haasrode Leuven  | Sporthal Wolfskamer  | [ 114 ] |
| 8.03.2025 | 20:30 | Tectum Achel            | 0:3 (23:25, 18:25, 19:25)               | Draisma Dynamo          | Sporthal De Koekoek  | [ 115 ] |
| 9.03.2025 | 15:00 | Orion Stars             | 2:3 (20:25, 26:24, 27:25, 27:29, 12:15) | Lindemans Aalst         | SaZa Topsporthal     | [ 116 ] |
| 9.03.2025 | 16:00 | Knack Roeselare         | 3:1 (25:17, 20:25, 25:23, 25:11)        | Nova Tech Lycurgus      | REO Arena            | [ 117 ] |
| 4. KOLEJKA |       |                         |                                         |                         |                      |         |
| 14.03.2025 | 19:30 | Nova Tech Lycurgus      | 3:2 (23:25, 24:26, 25:20, 25:19, 15:10) | Tectum Achel            | MartiniPlaza         | [ 118 ] |
| 15.03.2025 | 20:30 | Lindemans Aalst         | 3:1 (25:18, 22:25, 25:18, 25:17)        | Prima Donna Kaas Huizen | Sportcentrum Schotte | [ 119 ] |
| 16.03.2025 | 18:00 | Volley Haasrode Leuven  | 3:0 (25:19, 25:18, 25:20)               | Draisma Dynamo          | Sportoase            | [ 120 ] |
| 26.03.2025 | 20:00 | Orion Stars             | 1:3 (25:27, 24:26, 25:22, 20:25)        | Knack Roeselare         | SaZa Topsporthal     | [ 121 ] |
| 5. KOLEJKA |       |                         |                                         |                         |                      |         |
| 21.03.2025 | 20:00 | Prima Donna Kaas Huizen | 0:3 (11:25, 19:25, 16:25)               | Lindemans Aalst         | Sporthal Wolfskamer  | [ 122 ] |
| 22.03.2025 | 20:30 | Knack Roeselare         | 3:0 (25:22, 25:23, 25:23)               | Orion Stars             | REO Arena            | [ 123 ] |
| 22.03.2025 | 20:30 | Tectum Achel            | 0:3 (24:26, 18:25, 15:25)               | Nova Tech Lycurgus      | Sporthal De Koekoek  | [ 124 ] |
| 22.03.2025 | 20:30 | Draisma Dynamo          | 1:3 (17:25, 25:22, 23:25, 28:30)        | Volley Haasrode Leuven  | Omnisport            | [ 125 ] |
| 6. KOLEJKA |       |                         |                                         |                         |                      |         |
| 29.03.2025 | 20:30 | Lindemans Aalst         | 3:1 (25:23, 22:25, 25:22, 25:19)        | Draisma Dynamo          | Sportcentrum Schotte | [ 126 ] |
| 30.03.2025 | 15:00 | Nova Tech Lycurgus      | 2:3 (29:31, 23:25, 26:24, 25:23, 11:15) | Knack Roeselare         | MartiniPlaza         | [ 127 ] |
| 30.03.2025 | 15:00 | Orion Stars             | 3:0 (25:22, 25:19, 25:22)               | Tectum Achel            | SaZa Topsporthal     | [ 128 ] |
| 30.03.2025 | 18:00 | Volley Haasrode Leuven  | 3:0 (25:17, 25:13, 25:17)               | Prima Donna Kaas Huizen | Sportoase            | [ 129 ] |
| 7. KOLEJKA |       |                         |                                         |                         |                      |         |
| 4.04.2025 | 20:00 | Prima Donna Kaas Huizen | 0:3 (17:25, 16:25, 17:25)               | Knack Roeselare         | Sporthal Wolfskamer  | [ 130 ] |
| 5.04.2025 | 20:30 | Draisma Dynamo          | 3:1 (25:22, 25:23, 12:25, 26:24)        | Tectum Achel            | Omnisport            | [ 131 ] |
| 5.04.2025 | 20:30 | Lindemans Aalst         | 3:1 (25:20, 25:23, 23:25, 25:18)        | Orion Stars             | Sportcentrum Schotte | [ 132 ] |
| 6.04.2025 | 18:00 | Volley Haasrode Leuven  | 3:0 (25:16, 25:22, 25:20)               | Nova Tech Lycurgus      | Sportoase            | [ 133 ] |
| 8. KOLEJKA |       |                         |                                         |                         |                      |         |
| 11.04.2025 | 20:00 | Orion Stars             | 3:1 (23:25, 25:22, 25:17, 25:20)        | Volley Haasrode Leuven  | SaZa Topsporthal     | [ 134 ] |
| 11.04.2025 | 20:30 | Knack Roeselare         | 3:0 (25:21, 25:23, 25:23)               | Draisma Dynamo          | REO Arena            | [ 135 ] |
| 12.04.2025 | 20:30 | Tectum Achel            | 3:0 (25:20, 25:22, 25:23)               | Prima Donna Kaas Huizen | Sporthal De Koekoek  | [ 136 ] |
| 13.04.2025 | 16:00 | Nova Tech Lycurgus      | 2:3 (25:21, 23:25, 16:25, 25:19, 12:15) | Lindemans Aalst         | MartiniPlaza         | [ 137 ] |
| Godziny do 30 marca 2025 roku podane są według strefy czasowej UTC+1, a od 30 marca 2025 roku według strefy czasowej UTC+2. Źródło: |       |                         |                                         |                         |                      |         |

#### Tabela
| Lp.                                                             | Drużyna                 | Pkt | Mecze | Mecze | Mecze | Rodzaj wyniku | Rodzaj wyniku | Rodzaj wyniku | Rodzaj wyniku | Rodzaj wyniku | Rodzaj wyniku | Sety | Sety | Sety  | Małe punkty | Małe punkty | Małe punkty |
| Lp.                                                             | Drużyna                 | Pkt | M     | W     | P     | 3:0           | 3:1           | 3:2           | 2:3           | 1:3           | 0:3           | wyg. | prz. | stos. | zdob.       | str.        | stos.       |
| --------------------------------------------------------------- | ----------------------- | --- | ----- | ----- | ----- | ------------- | ------------- | ------------- | ------------- | ------------- | ------------- | ---- | ---- | ----- | ----------- | ----------- | ----------- |
| 1                                                               | Knack Roeselare         | 37  | 14    | 13    | 1     | 7             | 3             | 3             | 1             | 0             | 0             | 41   | 12   | 3.42  | 1255        | 1075        | 1.17        |
| 2                                                               | Volley Haasrode Leuven  | 29  | 14    | 9     | 5     | 7             | 2             | 0             | 2             | 3             | 0             | 34   | 17   | 2     | 1183        | 1071        | 1.1         |
| 3                                                               | Lindemans Aalst         | 26  | 14    | 10    | 4     | 2             | 4             | 4             | 0             | 1             | 3             | 31   | 24   | 1.29  | 1256        | 1198        | 1.05        |
| 4                                                               | Nova Tech Lycurgus      | 24  | 14    | 8     | 6     | 4             | 2             | 2             | 2             | 2             | 2             | 30   | 24   | 1.25  | 1215        | 1145        | 1.06        |
| 5                                                               | Orion Stars             | 20  | 14    | 6     | 8     | 3             | 3             | 0             | 2             | 4             | 2             | 26   | 27   | 0.96  | 1209        | 1190        | 1.02        |
| 6                                                               | Draisma Dynamo          | 15  | 14    | 5     | 9     | 1             | 3             | 1             | 1             | 4             | 4             | 21   | 32   | 0.66  | 1162        | 1237        | 0.94        |
| 7                                                               | Tectum Achel            | 11  | 14    | 3     | 11    | 2             | 0             | 1             | 3             | 2             | 6             | 17   | 35   | 0.49  | 1076        | 1178        | 0.91        |
| 8                                                               | Prima Donna Kaas Huizen | 6   | 14    | 2     | 12    | 0             | 1             | 1             | 1             | 2             | 9             | 10   | 39   | 0.26  | 904         | 1166        | 0.78        |
| Legenda: faza play-off – półfinały faza play-off – ćwierćfinały |                         |     |       |       |       |               |               |               |               |               |               |      |      |       |             |             |             |

Źródło: 
Punktacja: 3:0 i 3:1 – 3 pkt; 3:2 – 2 pkt; 2:3 – 1 pkt; 1:3 i 0:3 – 0 pkt
Zasady ustalania kolejności: zob. sekcję powyżej

### Grupa Challenge

#### Tabela wyników
| Gospodarz \ Gość1       | SSS | LIM | SLI | ZVH |
| ----------------------- | --- | --- | --- | --- |
| Simplex SSS             | -   | 3:2 | 1:3 | 2:3 |
| Numidia VC Limax        | 3:0 | -   | 3:0 | 1:3 |
| Sliedrecht Sport        | 3:0 | 3:2 | -   | 3:1 |
| Scherp in Packaging ZVH | 0:3 | 0:3 | 0:3 | -   |

Źródło: 
1 Drużyna gospodarzy jest wymieniona po lewej stronie tabeli.
Kolory:
  zwycięstwo gospodarzy 3:0 lub 3:1
  zwycięstwo gospodarzy 3:2
  zwycięstwo gości 3:0 lub 3:1
  zwycięstwo gości 3:2

#### Terminarz i wyniki spotkań
| Data | Godz. | Gospodarz               | Rezultat                                | Gość                    | Hala sportowa              | *       |
| --- | ----- | ----------------------- | --------------------------------------- | ----------------------- | -------------------------- | ------- |
| 1. KOLEJKA |       |                         |                                         |                         |                            |         |
| 15.02.2025 | 20:00 | Scherp in Packaging ZVH | 0:3 (21:25, 20:25, 21:25)               | Simplex SSS             | Dorpshuis Swanla           | [ 139 ] |
| 15.02.2025 | 20:00 | Sliedrecht Sport        | 3:2 (20:25, 25:21, 19:25, 28:26, 19:17) | Numidia VC Limax        | Sporthal De Basis          | [ 140 ] |
| 2. KOLEJKA |       |                         |                                         |                         |                            |         |
| 22.02.2025 | 19:30 | Simplex SSS             | 1:3 (18:25, 22:25, 25:20, 18:25)        | Sliedrecht Sport        | Sportcentrum De Meerwaarde | [ 141 ] |
| 22.02.2025 | 20:00 | Numidia VC Limax        | 1:3 (25:16, 23:25, 21:25, 23:25)        | Scherp in Packaging ZVH | Sporthal Jo Gerris         | [ 142 ] |
| 3. KOLEJKA |       |                         |                                         |                         |                            |         |
| 6.03.2025 | 20:00 | Sliedrecht Sport        | 3:1 (20:25, 25:23, 25:17, 25:23)        | Scherp in Packaging ZVH | Sporthal De Basis          | [ 143 ] |
| 8.03.2025 | 19:30 | Simplex SSS             | 3:2 (24:26, 25:15, 25:22, 17:25, 25:23) | Numidia VC Limax        | Sportcentrum De Meerwaarde | [ 144 ] |
| 4. KOLEJKA |       |                         |                                         |                         |                            |         |
| 22.03.2025 | 20:00 | Scherp in Packaging ZVH | 0:3 (22:25, 26:28, 19:25)               | Numidia VC Limax        | Dorpshuis Swanla           | [ 145 ] |
| 22.03.2025 | 20:00 | Sliedrecht Sport        | 3:0 (25:18, 25:22, 26:24)               | Simplex SSS             | Sporthal De Basis          | [ 146 ] |
| 5. KOLEJKA |       |                         |                                         |                         |                            |         |
| 5.04.2025 | 20:00 | Scherp in Packaging ZVH | 0:3 (27:29, 25:27, 21:25)               | Sliedrecht Sport        | Dorpshuis Swanla           | [ 147 ] |
| 6.04.2025 | 16:30 | Numidia VC Limax        | 3:0 (25:21, 25:17, 25:21)               | Simplex SSS             | Sporthal Jo Gerris         | [ 148 ] |
| 6. KOLEJKA |       |                         |                                         |                         |                            |         |
| 12.04.2025 | 19:30 | Simplex SSS             | 2:3 (21:25, 25:20, 23:25, 25:21, 12:15) | Scherp in Packaging ZVH | Sportcentrum De Meerwaarde | [ 149 ] |
| 13.04.2025 | 17:30 | Numidia VC Limax        | 3:0 (25:21, 25:18, 25:16)               | Sliedrecht Sport        | Sporthal Jo Gerris         | [ 150 ] |
| Godziny do 30 marca 2025 roku podane są według strefy czasowej UTC+1, a od 30 marca 2025 roku według strefy czasowej UTC+2. Źródło: |       |                         |                                         |                         |                            |         |

#### Tabela
| Lp.                                   | Drużyna                 | Pkt | Mecze | Mecze | Mecze | Rodzaj wyniku | Rodzaj wyniku | Rodzaj wyniku | Rodzaj wyniku | Rodzaj wyniku | Rodzaj wyniku | Sety | Sety | Sety  | Małe punkty | Małe punkty | Małe punkty |
| Lp.                                   | Drużyna                 | Pkt | M     | W     | P     | 3:0           | 3:1           | 3:2           | 2:3           | 1:3           | 0:3           | wyg. | prz. | stos. | zdob.       | str.        | stos.       |
| ------------------------------------- | ----------------------- | --- | ----- | ----- | ----- | ------------- | ------------- | ------------- | ------------- | ------------- | ------------- | ---- | ---- | ----- | ----------- | ----------- | ----------- |
| 1                                     | Sliedrecht Sport        | 15  | 6     | 5     | 1     | 2             | 2             | 1             | 0             | 0             | 1             | 15   | 7    | 2.14  | 513         | 497         | 1.03        |
| 2                                     | Numidia VC Limax        | 13  | 6     | 3     | 3     | 3             | 0             | 0             | 2             | 1             | 0             | 14   | 9    | 1.56  | 545         | 499         | 1.09        |
| 3                                     | Simplex SSS             | 9   | 6     | 2     | 4     | 1             | 0             | 1             | 1             | 1             | 2             | 9    | 14   | 0.64  | 503         | 525         | 0.96        |
| 4                                     | Scherp in Packaging ZVH | 5   | 6     | 2     | 4     | 0             | 1             | 1             | 0             | 1             | 3             | 7    | 15   | 0.47  | 487         | 527         | 0.92        |
| Legenda: faza play-off – ćwierćfinały |                         |     |       |       |       |               |               |               |               |               |               |      |      |       |             |             |             |

Źródło: 
Punktacja: 3:0 i 3:1 – 3 pkt; 3:2 – 2 pkt; 2:3 – 1 pkt; 1:3 i 0:3 – 0 pkt
Zasady ustalania kolejności: zob. sekcję powyżej
Uwaga: Drużyny drugą fazę rozpoczęły z następującą liczbą punktów: Simplex SSS – 3 pkt; Numidia VC Limax – 2 pkt; Sliedrecht Sport – 1 pkt; Scherp in Packaging ZVH – 0 pkt.

## Faza play-off
Godziny podane są według strefy czasowej UTC+2.

### Drabinka
|  |              |                         |              |                         |              |   |   |           |                    |           |           |           |  |  |        |        |        |        |        |        |        |
|  | Ćwierćfinały | Ćwierćfinały            | Ćwierćfinały | Ćwierćfinały            | Ćwierćfinały |   |   | Półfinały | Półfinały          | Półfinały | Półfinały | Półfinały |  |  | Finały | Finały | Finały | Finały | Finały | Finały | Finały |
|  | Ćwierćfinały | Ćwierćfinały            | Ćwierćfinały | Ćwierćfinały            | Ćwierćfinały |   |   | Półfinały | Półfinały          | Półfinały | Półfinały | Półfinały |  |  | Finały | Finały | Finały | Finały | Finały | Finały | Finały |
|  |              |                         |              |                         |              |   |   |           |                    |           |           |           |  |  |        |        |        |        |        |        |        |
|  |              |                         |              |                         |              |   |   |           |                    |           |           |           |  |  |        |        |        |        |        |        |        |
|  |              |                         |              |                         |              |   |   |           |                    |           |           |           |  |  |        |        |        |        |        |        |        |
|  |              |                         |              |                         |              |   |   |           |                    |           |           |           |  |  |        |        |        |        |        |        |        |
|  |              |                         |              |                         |              |   |   |           |                    |           |           |           |  |  |        |        |        |        |        |        |        |
|  | 1            | Nova Tech Lycurgus      | 3            | 3                       |              |   |   |           |                    |           |           |           |  |  |        |        |        |        |        |        |        |
|  | 1            | Nova Tech Lycurgus      | 3            | 3                       |              |   |   |           |                    |           |           |           |  |  |        |        |        |        |        |        |        |
|  |              |                         | 4            | Prima Donna Kaas Huizen | 0            | 2 |   |           |                    |           |           |           |  |  |        |        |        |        |        |        |        |
|  | 4            | Prima Donna Kaas Huizen | 4            | Prima Donna Kaas Huizen | 0            | 2 | 1 | 3         | 3                  |           |           |           |  |  |        |        |        |        |        |        |        |
|  | 4            | Prima Donna Kaas Huizen |              |                         |              |   |   |           |                    |           |           |           |  |  |        |        |        |        |        |        |        |
|  | 5            | Sliedrecht Sport        | 3            | 2                       | 1            |   |   |           |                    |           |           |           |  |  |        |        |        |        |        |        |        |
|  | 5            | Sliedrecht Sport        | 3            | 2                       | 1            |   |   | 1         | Nova Tech Lycurgus | 2         | 1         | 2         |  |  |        |        |        |        |        |        |        |
|  |              |                         |              |                         |              |   |   |           |                    |           |           |           |  |  |        |        |        |        |        |        |        |
|  |              |                         | 2            | Orion Stars             | 3            | 3 | 3 |           |                    |           |           |           |  |  |        |        |        |        |        |        |        |
|  |              |                         |              |                         |              | 3 | 3 |           |                    |           |           |           |  |  |        |        |        |        |        |        |        |
|  |              |                         |              |                         |              |   |   |           |                    |           |           |           |  |  |        |        |        |        |        |        |        |
|  |              |                         |              |                         |              |   |   |           |                    |           |           |           |  |  |        |        |        |        |        |        |        |
|  | 2            | Orion Stars             | 3            | 3                       |              |   |   |           |                    |           |           |           |  |  |        |        |        |        |        |        |        |
|  | 2            | Orion Stars             | 3            | 3                       |              |   |   |           |                    |           |           |           |  |  |        |        |        |        |        |        |        |
|  |              |                         | 3            | Draisma Dynamo          | 0            | 2 |   |           |                    |           |           |           |  |  |        |        |        |        |        |        |        |
|  | 3            | Draisma Dynamo          | 3            | Draisma Dynamo          | 0            | 2 | 3 | 3         |                    |           |           |           |  |  |        |        |        |        |        |        |        |
|  | 3            | Draisma Dynamo          |              |                         |              |   |   |           |                    |           |           |           |  |  |        |        |        |        |        |        |        |
|  | 6            | Numidia VC Limax        | 0            | 0                       |              |   |   |           |                    |           |           |           |  |  |        |        |        |        |        |        |        |
|  | 6            | Numidia VC Limax        | 0            | 0                       |              |   |   |           |                    |           |           |           |  |  |        |        |        |        |        |        |        |

### Ćwierćfinały
Format: do dwóch zwycięstw
| Draisma Dynamo (3)          | Draisma Dynamo (3)          | Draisma Dynamo (3)          | 2 – 0                                   | (6) Numidia VC Limax    | (6) Numidia VC Limax | (6) Numidia VC Limax | (6) Numidia VC Limax | (6) Numidia VC Limax |
| 16.04.2025                  | 20:00                       | Draisma Dynamo              | 3:0 (25:15, 37:35, 25:18)               | Numidia VC Limax        | Omnisport            | [ 153 ]              |                      |                      |
| 19.04.2025                  | 19:30                       | Numidia VC Limax            | 0:3 (18:25, 24:26, 20:25)               | Draisma Dynamo          | Sporthal Jo Gerris   | [ 154 ]              |                      |                      |
| Prima Donna Kaas Huizen (4) | Prima Donna Kaas Huizen (4) | Prima Donna Kaas Huizen (4) | 2 – 1                                   | (5) Sliedrecht Sport    | (5) Sliedrecht Sport | (5) Sliedrecht Sport | (5) Sliedrecht Sport | (5) Sliedrecht Sport |
| 16.04.2025                  | 20:00                       | Prima Donna Kaas Huizen     | 1:3 (27:25, 23:25, 20:25, 14:25)        | Sliedrecht Sport        | Sporthal Wolfskamer  | [ 155 ]              |                      |                      |
| 19.04.2025                  | 20:00                       | Sliedrecht Sport            | 2:3 (25:23, 16:25, 27:25, 23:25, 19:21) | Prima Donna Kaas Huizen | Sporthal De Basis    | [ 156 ]              |                      |                      |
| 23.04.2025                  | 20:00                       | Prima Donna Kaas Huizen     | 3:1 (25:23, 25:21, 25:27, 25:23)        | Sliedrecht Sport        | Sporthal Wolfskamer  | [ 157 ]              |                      |                      |
| Źródło:                     |                             |                             |                                         |                         |                      |                      |                      |                      |

### Półfinały
Format: do dwóch zwycięstw
| Nova Tech Lycurgus (1) | Nova Tech Lycurgus (1) | Nova Tech Lycurgus (1)  | 2 – 0                                   | (4) Prima Donna Kaas Huizen | (4) Prima Donna Kaas Huizen | (4) Prima Donna Kaas Huizen | (4) Prima Donna Kaas Huizen | (4) Prima Donna Kaas Huizen |
| 27.04.2025             | 15:00                  | Nova Tech Lycurgus      | 3:0 (25:14, 25:14, 25:23)               | Prima Donna Kaas Huizen     | MartiniPlaza                | [ 158 ]                     |                             |                             |
| 30.04.2025             | 20:00                  | Prima Donna Kaas Huizen | 2:3 (20:25, 26:24, 19:25, 25:21, 12:15) | Nova Tech Lycurgus          | Sporthal Wolfskamer         | [ 159 ]                     |                             |                             |
| Orion Stars (2)        | Orion Stars (2)        | Orion Stars (2)         | 2 – 0                                   | (3) Draisma Dynamo          | (3) Draisma Dynamo          | (3) Draisma Dynamo          | (3) Draisma Dynamo          | (3) Draisma Dynamo          |
| 27.04.2025             | 15:00                  | Orion Stars             | 3:0 (25:21, 25:18, 25:19)               | Draisma Dynamo              | SaZa Topsporthal            | [ 160 ]                     |                             |                             |
| 30.04.2025             | 20:00                  | Draisma Dynamo          | 2:3 (12:25, 25:22, 25:15, 22:25, 12:15) | Orion Stars                 | Omnisport                   | [ 161 ]                     |                             |                             |
| Źródło:                |                        |                         |                                         |                             |                             |                             |                             |                             |

### Finały
Format: do trzech zwycięstw
| Nova Tech Lycurgus (1) | Nova Tech Lycurgus (1) | Nova Tech Lycurgus (1) | 0 – 3                                   | (2) Orion Stars    | (2) Orion Stars  | (2) Orion Stars | (2) Orion Stars | (2) Orion Stars |
| 6.05.2025              | 19:30                  | Nova Tech Lycurgus     | 2:3 (25:20, 23:25, 25:15, 26:28, 10:15) | Orion Stars        | MartiniPlaza     | [ 162 ]         |                 |                 |
| 8.05.2025              | 20:00                  | Orion Stars            | 3:1 (25:13, 25:23, 26:28, 28:26)        | Nova Tech Lycurgus | SaZa Topsporthal | [ 163 ]         |                 |                 |
| 11.05.2025             | 14:00                  | Nova Tech Lycurgus     | 2:3 (23:25, 25:21, 25:23, 22:25, 22:24) | Orion Stars        | MartiniPlaza     | [ 164 ]         |                 |                 |
| Źródło:                |                        |                        |                                         |                    |                  |                 |                 |                 |

## Klasyfikacja końcowa
| Poz. | Drużyna                 | Uwagi                              |
| 1.   | Orion Stars             | prawo udziału w el. Ligi Mistrzów  |
| 2.   | Nova Tech Lycurgus      | prawo udziału w Pucharze CEV       |
| 3.   | Draisma Dynamo          | prawo udziału w Pucharze Challenge |
| 4.   | Prima Donna Kaas Huizen | prawo udziału w Pucharze Challenge |
| 5.   | Sliedrecht Sport        |                                    |
| 6.   | Numidia VC Limax        |                                    |
| 7.   | Simplex SSS             |                                    |
| 8.   | Scherp in Packaging ZVH |                                    |